# Маоизм
Маои́зм (кит. упр. 毛泽东思想, пиньинь Máo Zédōng Sīxiǎng) — политическая теория и практика, основой которых является система идеологических установок Мао Цзэдуна. Был принят в качестве официальной идеологии КПК и КНР до его смерти в 1976 году; наряду с «теорией Дэн Сяопина» и «идеей о трёх представительствах» Цзян Цзэминя по настоящее время составляет основу идеологии Коммунистической партии Китая. В современном Китае из идейного наследия Мао Цзэдуна более всего используется концепция «новой демократии», обосновывающая существование смешанной экономики — «социализма с китайской спецификой».
Маоизм сложился под влиянием марксизма-ленинизма, сталинизма и традиционной китайской философии (преимущественно конфуцианства).

## Краткая характеристика
Официальная наука в КНР в состав «идей Мао Цзэдуна» включает следующие теоретические разработки:
- в области философии — в теории познания Мао определил значение общественной практики как источника познания, разработал проблемы этапов развития процесса познания, целей познания и критериев истины;
- в области политэкономии достижением Мао было объявлено учение о плановом товарном характере социализма, а также разработка вопроса о различных формах распределения при сохранении главенствующей роли распределения по труду;
- в области научного социализма Мао Цзэдуном была разработана теория «новой демократии», в которой указан «правильный путь взятия политической власти китайского образца» — «теория окружения города деревней»; разработано учение о стратегии и тактике революции;
- в области внешней партийной политики — теория «Линии масс»;
- в области военной стратегии — теория народной войны;
- в области экономики — программа «новодемократической революции», предусматривавшая параллельное развитие различных общественно-экономических укладов в отсталых полу-колониальных, полу-феодальных странах;
- в области международных отношений — теория трёх миров, принцип независимости и самостоятельности в международных отношениях[3].

Критики маоизма указывают на следующие черты:
- Создание террористического подполья.
- Экспорт революции в другие страны.
- Культурная революция, направленная против традиционализма, как хаос, создаваемый и направляемый высшим партийным руководством.

В официальной китайской науке идеи Мао 1930—50 гг. отделены от его решений, принятых в 1960—70 гг., которые КПК признала ошибочными. В годы раскола советские пропагандисты делали акцент именно на решениях и идеях Мао незадолго до Культурной революции и во время самой Культурной революции. Но основное внимание они уделяли расхождениям маоизма с марксизмом-ленинизмом и характеризовали маоизм как мелкобуржуазное антимарксистское учение, создающее преграды к строительству социализма и раскалывающее мировое коммунистическое движение.

## Развитие идей
К тому времени, как на VII съезде КПК, «идеи Мао Цзэдуна» были объявлены «превосходным образцом национального марксизма» и закреплены в новом Уставе партии в качестве её теоретической платформы, главное содержание этих «идей» составляла теория «новой демократии», созданная Мао на рубеже 30—40-х в соответствии с принципом «китаизации марксизма» применительно к конкретным условиям страны. Политическая программа «новой демократии», с одной стороны, была направлена на обеспечение единства китайской нации путём объединения широких социально-политических сил вокруг КПК в рамках «новодемократического» блока и создания на его основе государства «новой демократии» под руководством коалиционного правительства, с другой — на раскол и изоляцию Гоминьдана, представлявшего интересы помещиков, компрадорской и бюрократической буржуазии, которые рассматривались как враги китайской нации. Экономическая часть программы предусматривала уничтожение феодальной системы землевладения и передачу земли крестьянам в частную собственность, ликвидацию бюрократического и компрадорского капитала, а также ограничение крупного национального капитала. Ключевые позиции в экономике предполагалось передать «новодемократическому» государству, которое поощряло бы частнокапиталистическое предпринимательство и широко привлекало в страну иностранный капитал. По существу, речь шла об использовании капитализма в целях скорейшего наращивания экономического потенциала и превращения Китая в высокоразвитое индустриально-аграрное государство.
Накануне 1949 года Мао Цзэдун пошёл на пересмотр теории «новой демократии». Был принят курс на установление демократической диктатуры народа, руководящей силой которой провозглашался рабочий класс, что по существу отменяло концепцию «новодемократического» общества как отдельного
исторического этапа в послевоенном развитии страны. Новый курс лег в основу партийных и государственных документов, определявших послевоенное развитие Китая. В 1953 году Мао Цзэдун утвердил генеральную линию переходного периода к социализму, разработанную с учетом опыта построения социализма в СССР и специфических условий Китая и направленную на социалистическую индустриализацию и установление социалистических производственных отношений путём постепенного преобразования всех сфер народного хозяйства. Построение социализма в Китае предполагало тесный союз с СССР и получение от него всесторонней помощи.
Однако уже в 1956 году в выступлении «О десяти важнейших взаимоотношениях» Мао Цзэдун подверг критике советскую модель строительства социализма и призвал учитывать специфические условия Китая, требующие «правильного» регулирования взаимоотношений между различными отраслями экономики и основными направлениями внутренней и внешней политики. В 1957 году в речи «К вопросу о правильном разрешении противоречий внутри народа» он провозгласил курс на «длительную классовую борьбу между пролетариатом и буржуазией», вылившуюся в нескончаемую борьбу с «правым уклоном» внутри партии.
На VIII съезде КПК в 1956 году курс на ускоренное социально-экономическое развитие КНР был расширен до «трёх модернизаций»: промышленности, сельского хозяйства, науки и культуры. Однако попытка реализации этого плана методами «Большого скачка» (1958—1960) нанесла катастрофический ущерб экономике, привела к социальному кризису и гибели миллионов людей. Начавшаяся в 1966 «Культурная революция» вновь надолго затормозила развитие страны.
Выдвинутый Мао Цзэдуном тезис о «классовой борьбе как главном противоречии» в жизни страны составил теоретическое обоснование проводившейся им
с 1966 по 1976 «культурной революции». Внешнеполитической составляющей этого тезиса явилась концепция «трёх миров» — двух «сверхдержав», развитых стран и развивающихся стран Азии, Африки и Латинской Америки, включая КНР, совместно борющихся против «гегемонизма» «сверхдержав», прежде всего против «социал-империализма» (под которым подразумевался Советский Союз).

## Маоизм за пределами Китая
В странах Юго-Восточной Азии многие коммунистические партии были тесно связаны с китайскими коммунистами ещё с 1930—1940-х годов. Азиатские маоисты брали из идей Мао прежде всего те положения, в которых говорилось о приоритете вооружённого насилия («винтовка рождает власть»), делалась ставка на партизанские формы борьбы (теория «народной войны») и на ведущую роль крестьянства в этой борьбе (теория «окружения города деревней»). Коммунистические партии, вставшие на путь «идей Мао Цзэдуна», например в Бирме, Малайе, втянулись в затяжные многолетние партизанские войны, часто сопровождавшиеся террористическими акциями. Потеряв в 1980-е годы поддержку Китая, они исчезли как организованная сила. Наиболее одиозный пример негативного влияния маоизма на коммунистическое движение в этом регионе — это практика «красных кхмеров» в Камбодже.
В 60—70-х XX в. идеи Мао Цзэдуна стали базой идейно-политического течения в рамках коммунистического и национально-освободительного движения, которое стали называть маоистским, хотя организации в рамках этого течения обычно называли себя «марксистско-ленинскими». Многие коммунистические партии Европы и Латинской Америки вслед за советско-китайским конфликтом раскололись на группы, ориентированные на СССР, и т. н. «антиревизионистские» группы, ориентированные на Китай и Албанию. В свою очередь, «антиревизионисты» пережили несколько расколов после смерти Линь Бяо, а затем Мао Цзэдуна, ареста Цзян Цин и обнародования албанским лидером Энвером Ходжей критики Мао.
Расцвет маоизма в ФРГ пришёлся на 1970-е годы. Хотя то, что для молодёжи одной из самых передовых стран Европы был важен опыт революции в аграрной стране может показаться странным, в теориях китайской компартии находили ответ те, кто был разочарован в рабочем классе капиталистических стран и искал новый революционный субъект. Однако даже в это время удельный вес всех маоистских организаций был заметно меньше, чем ГКП, насчитывавшей около 42 000 (по другим данным около 57 000) членов. Серьёзным ударом для немецких маоистов стали борьба в КНР против «банды четырёх», установление дипломатических отношений Китая с США и китайско-вьетнамская война (солидарность с Вьетнамом была одной из главных тем протестного движения 1960-х — начала 1970-х годов).
В Латинской Америке маоистскими идеями увлекались крайне левые элементы[кто?], пытавшиеся связать китайский и кубинский опыт партизанской войны, соединив её с городской партизанской войной, что подтолкнуло многих латиноамериканских левых к терроризму. Маоизм оказал влияние на идеологию и политическую стратегию перуанской террористической группировки «Сендеро луминосо». В Африке идеология маоизма преобладала в ангольских Комитетах Амилкара Кабрала и Коммунистической организации Анголы, подавленных правящей МПЛА.
В настоящее время[когда?] маоистские движения активны в некоторых странах Азии и Латинской Америки. На Филиппинах и в Индии маоистские повстанцы ведут вооружённую борьбу с правительством. В Непале маоисты возглавляли правительство.

## Оценки
После завершения «культурной революции» вопрос об отношении к «идеям Мао Цзэдуна» и его роли в истории китайской революции и строительства
социализма в КНР был по итогам длительной дискуссии рассмотрен в 1981 на VI пленуме ЦК КПК 11-го созыва, принявшем подготовленное под руководством Дэн Сяопина «Решение по некоторым вопросам истории КПК со времени образования КНР». В нём были подвергнуты критике «левацкие ошибки» Мао Цзэдуна, на которого возлагалась главная ответственность за «культурную революцию». Подверглись критике и основанные на положениях Мао о «продолжении революции при диктатуре пролетариата» «левацкие руководящие идеи» преемника Мао Цзэдуна на посту Председателя ЦК КПК Хуа Гофэна, который проводил курс на «два абсолюта».
Вместе с тем в «Решении» отмечалось, что «заслуги» Мао Цзэдуна в целом «в значительной степени преобладают над промахами», и подчеркивалась главенствующая роль Мао и его «идей» в периоды революции и социалистического строительства. «Идеи Мао Цзэдуна» были объявлены «продуктом соединения общих положений марксизма-ленинизма с конкретной практикой китайской революции», выработанным «коллективным разумом партии». Что касается «ошибок», то авторы «Решения» представляли их противоречащими «научному содержанию идей Мао Цзэдуна».
При освещении истории КПК с 1921 по 1949 была взята за основу версия, принятая VII пленумом ЦК КПК (апрель 1945), согласно которой история партии представляла собой борьбу Мао Цзэдуна с различными внутрипартийными «уклонами» (всего их насчитывалось десять). При перечислении различных аспектов «обогащения и развития марксизма-ленинизма» Мао Цзэдуном особо выделялась его теория «новой демократии». Вторым важнейшим «вкладом в марксизм-ленинизм» объявлена его концепция социалистической революции и социалистического строительства. «Идеи Мао Цзэдуна» провозглашены «коллективной мудростью партии», вобравшей в себя теоретические достижения всех её видных деятелей.
Основываясь на данном «Решении», исследователи КНР включали в состав «идей Мао Цзэдуна» учение о социалистическом преобразовании сельского
хозяйства, кустарной промышленности и торговли, о «демократической диктатуре народа» на переходном этапе от «новой демократии» к социализму,
о разрешении противоречий внутри народа в период построения социализма и о пути индустриализации Китая. К системе «идей Мао Цзэдуна» относились также теория строительства народных вооруженных сил и военной стратегии (принципы военного строительства, идея народной войны, разработка доктрины модернизации обороны Китая), учение о стратегии и тактике, об идейно-политической и культурной работе, о партийном строительстве.
Китайские исследователи отметили объективные и субъективные причины, обусловившие появление «левых ошибок» у Мао Цзэдуна. Среди таковых были названы отрыв от реальности, от масс, подмена волюнтаристскими идеями объективного анализа реальной ситуации, опасения по поводу «возрождения капитализма» и «возникновения ревизионизма» в КНР (по аналогии с СССР, где Хрущёв подверг критике Сталина), желание сохранить «чистоту» революции, отсутствие соответствующего механизма противодействия перед лицом абсолютной власти Мао Цзэдуна.

## В советской пропаганде
- Маоизм–трагедия Китая (реж. А. Габрилович, 1978 г.)